# Hakaniemi

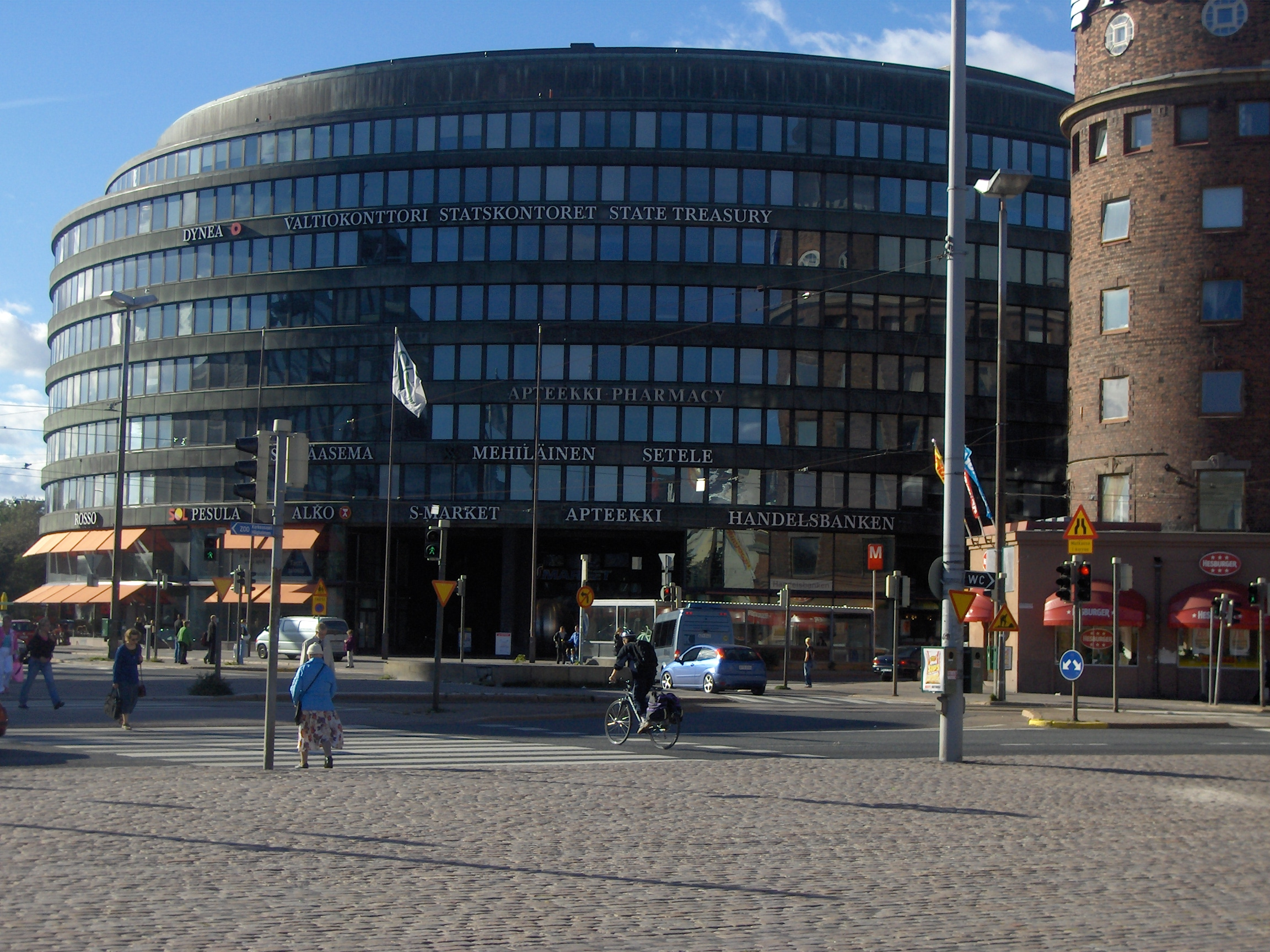
Ympyrätalo

Hakaniemi (en suec Hagnäs) és un districte no oficial de la ciutat de Hèlsinki, a Finlàndia. Cobreix gran part del barri de Siltasaari. És considerat com una part del centre de Hèlsinki. Històricament, sovint s'associat amb la classe treballadora. Tanmateix, recentment, l'alça dels preus de l'habitatge han fet que ja no sigui així.
El caracteritzen un mercat de productes orientals les seus centrals de diversos sindicats i de partits polítics i l'hotel Hilton.

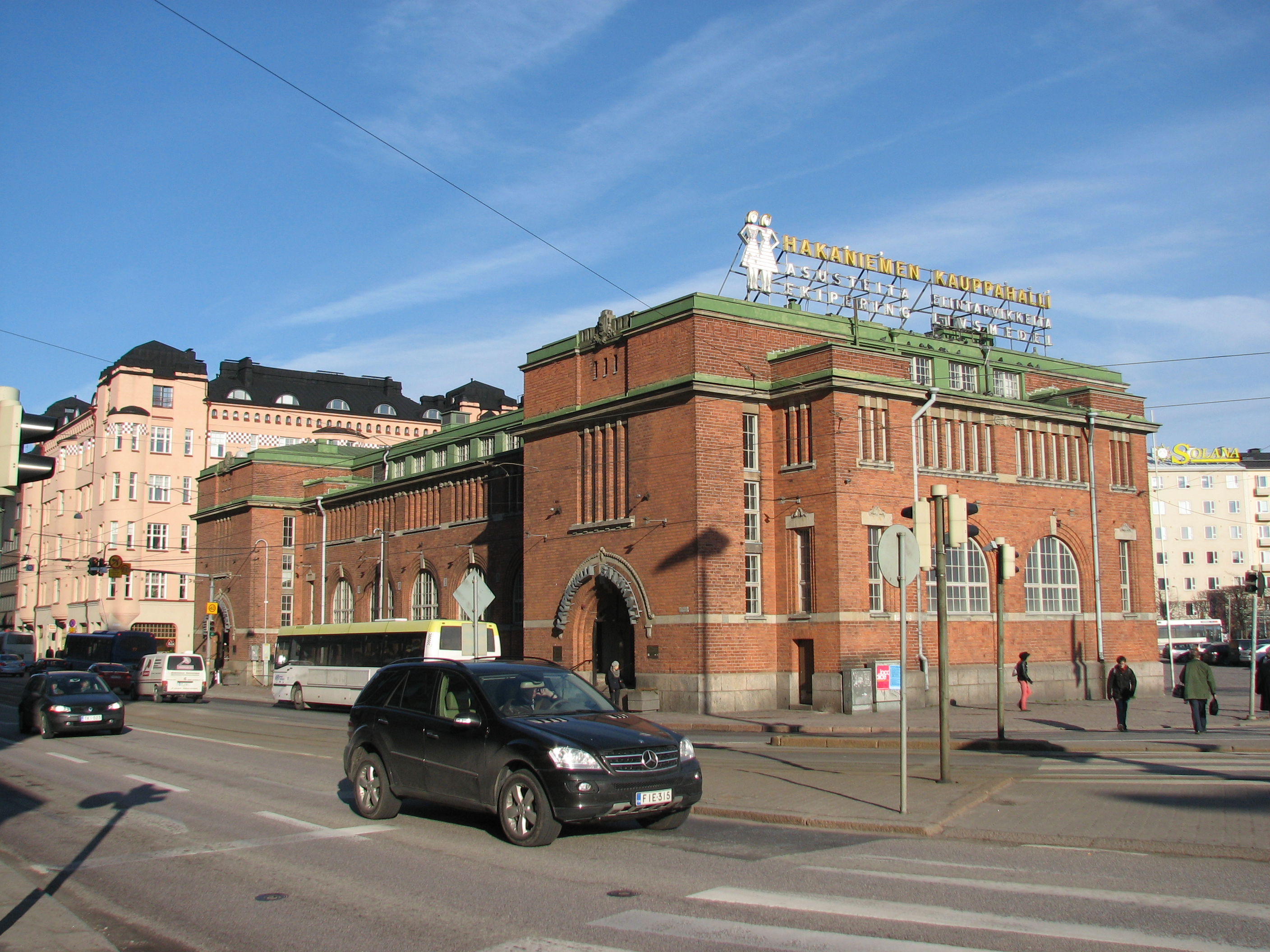
Mercat Hakaniemi.

## Galeria

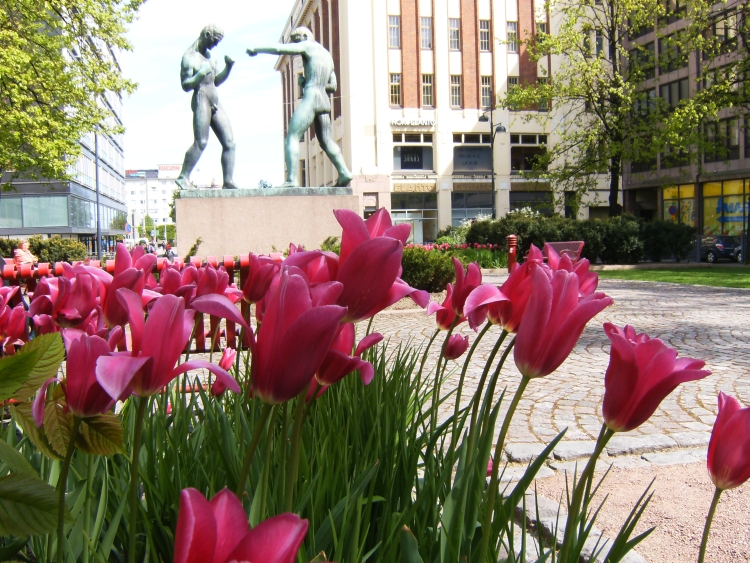
Estàtua per Johannes Haapasalo.
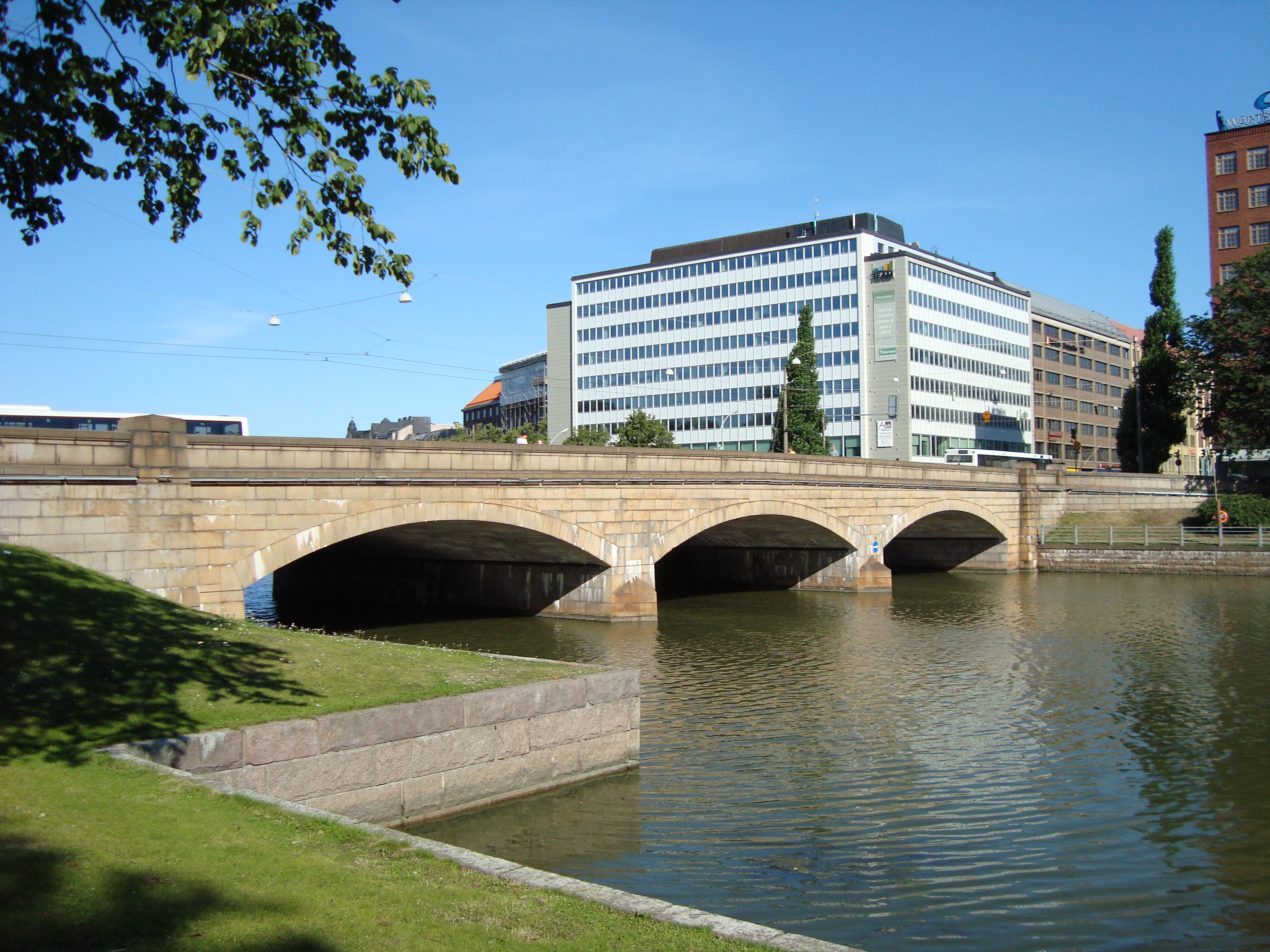
Pont Pitkäsilta entre hakaniemi i Kruununhaka.
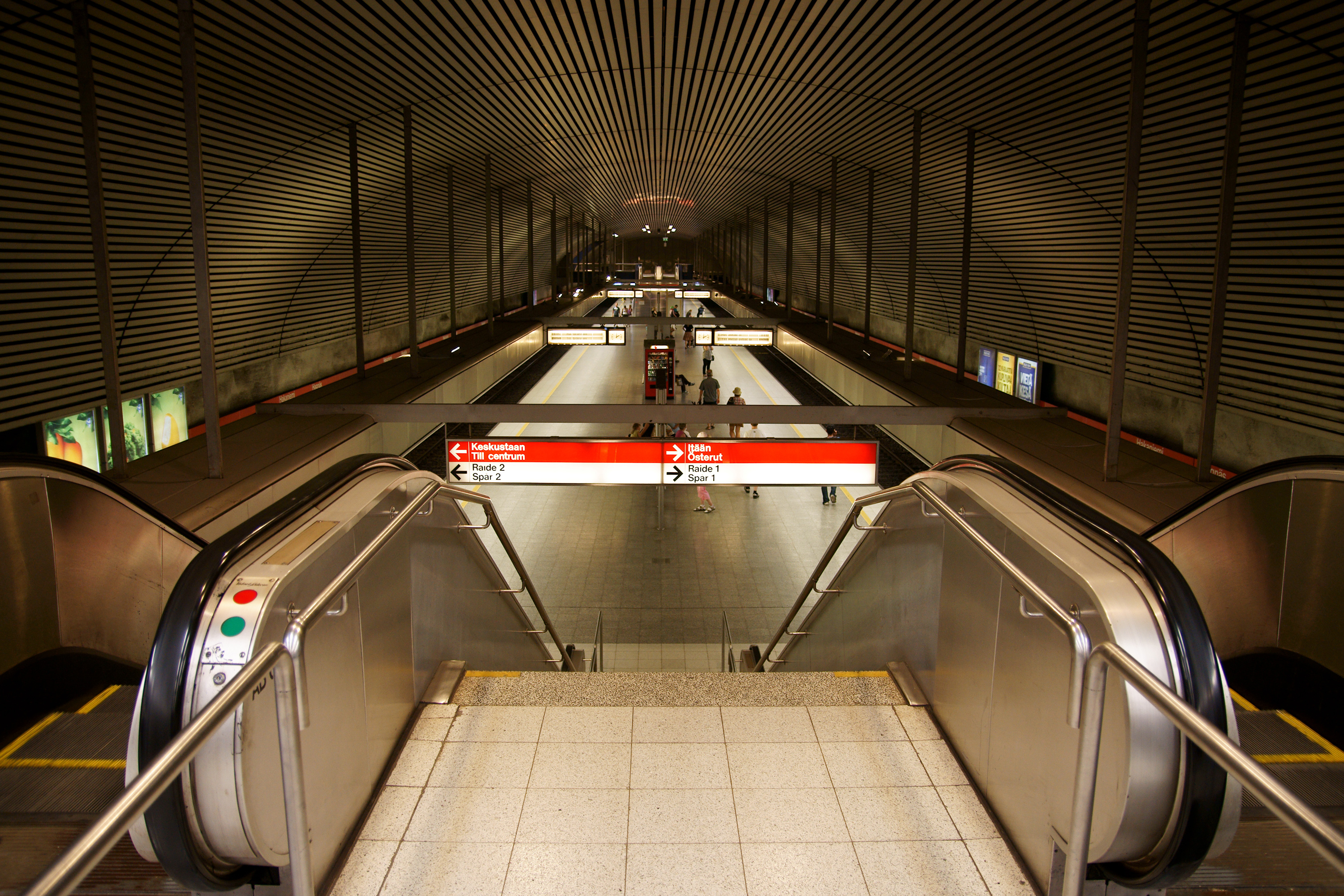
Estació de metro d'Hakaniemi.
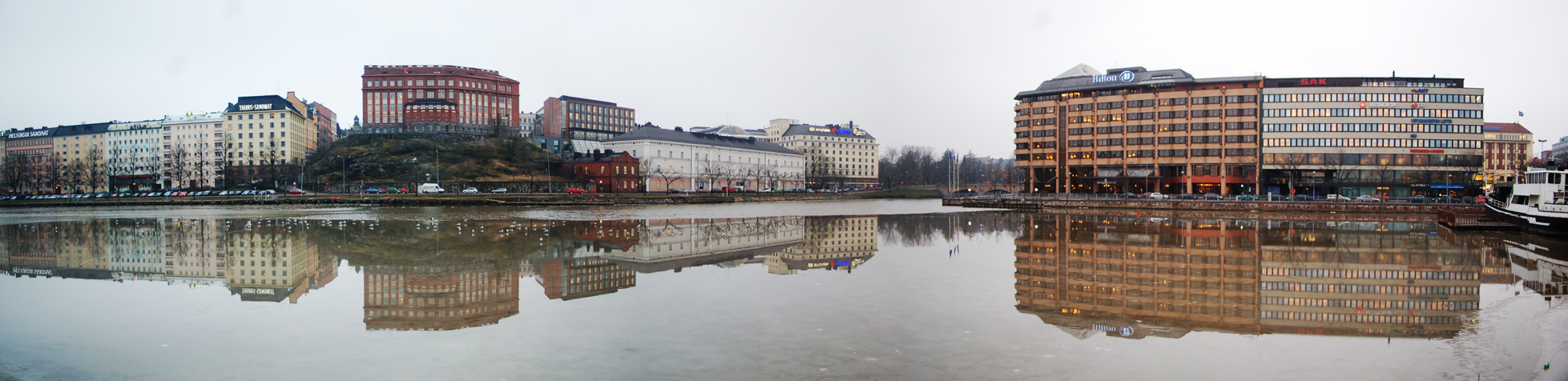
Siltavuorensalmi.
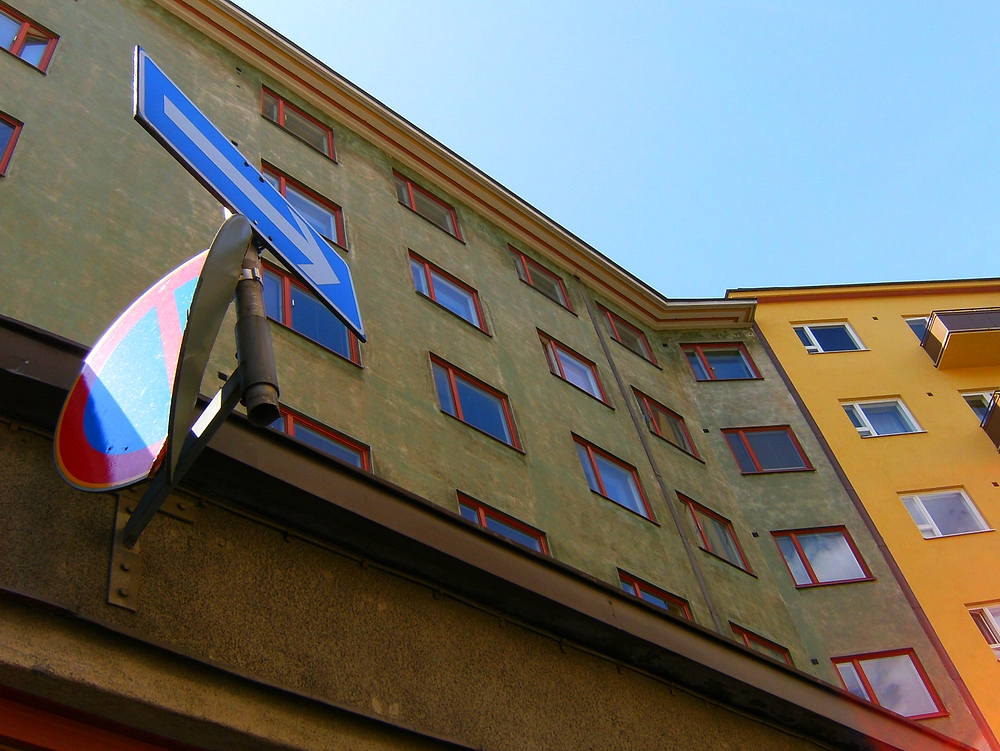
Vista des d'Hakaniemenkuja.